# Těžební limit

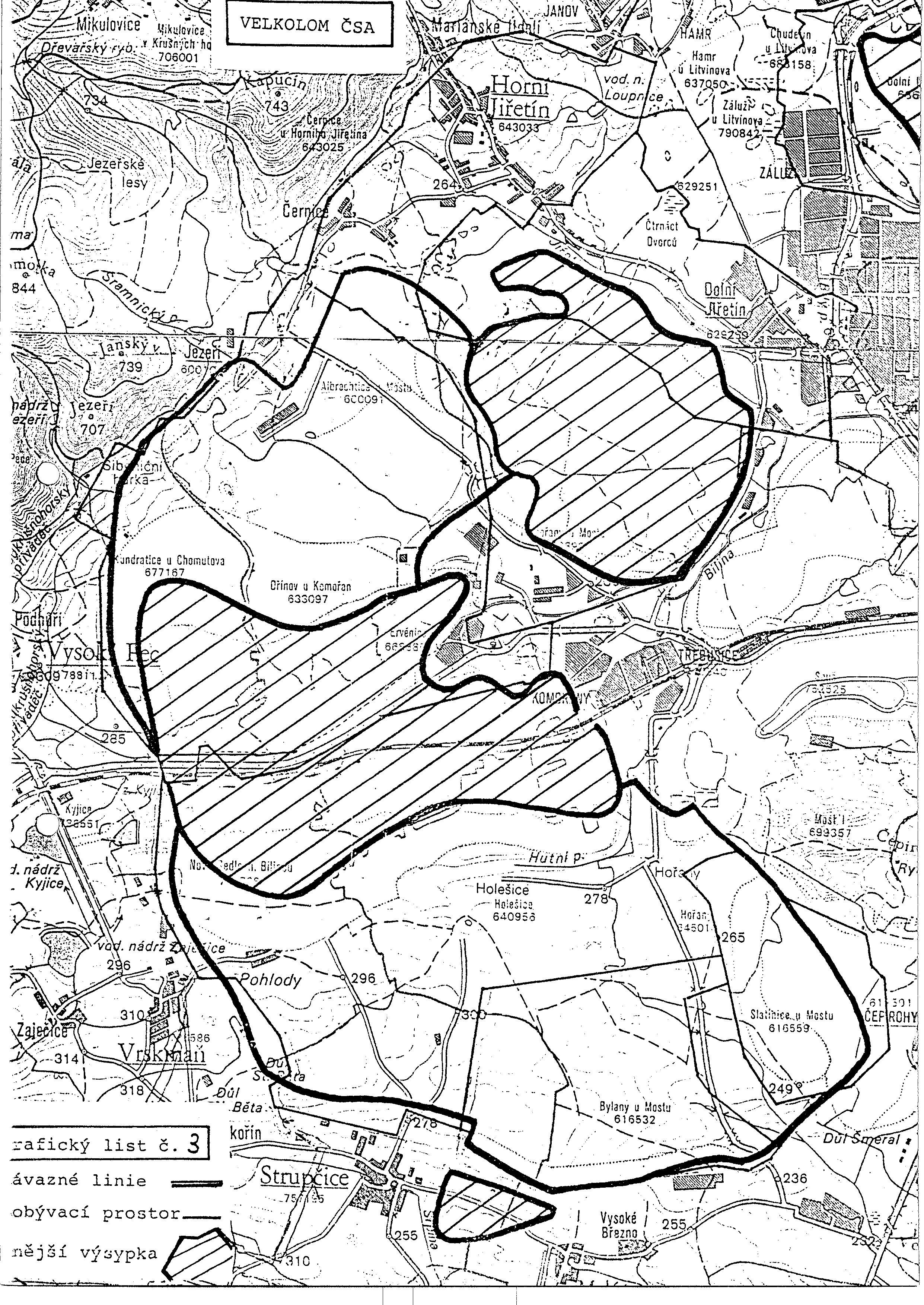
Limity těžby na lomu ČSA v severních Čechách

Těžební limit je omezení vydané pravomocným úřadem nebo institucí (např. Vládou) anebo nařízením Báňského úřadu. Týká se to těžební (důlní) činnosti. Je to usnesení anebo limit pro těžební záměr.
Těžební limit udává těžařským společnostem limit, kam až může těžba nerostných surovin zasahovat, aby neohrozila například stabilitu geologických jednotek nebo blízkých aglomerací.

## Česko
V ČR se uplatňují limity v sokolovské a severočeské hnědouhelné pánvi.